# Críticas al desarrollo
Críticas al desarrollo son las actitudes críticas hacia el desarrollo, particularizado en aspectos como la tecnología, la industrialización, la globalización o el capitalismo.
Las actitudes críticas hacia el desarrollo ven la modernización como algo dañino tanto para el medio ambiente como para el hombre; y reivindican la tradición, la espiritualidad, el pacifismo y el agrarismo.

## Críticos al desarrollo
- Edward Abbey
- Mohandas Gandhi
- David Graeber
- René Guénon
- Martin Heidegger
- Iván Illich
- Derrick Jensen
- Theodore Kaczynski
- Pentti Linkola
- Daniel Quinn
- Vandana Shiva
- John Zerzan